# 79375 Валетті
79375 Валетті (79375 Valetti) — астероїд головного поясу, відкритий 16 березня 1997 року.
Тіссеранів параметр щодо Юпітера — 3,560.